# Леэ (Эмсланд)
Леэ (нем. Lehe) — община в Германии, в земле Нижняя Саксония.
Входит в состав района Эмсланд. Подчиняется управлению Дёрпен. Население составляет 991 человек (на 31 декабря 2010 года). Занимает площадь 17,87 км².

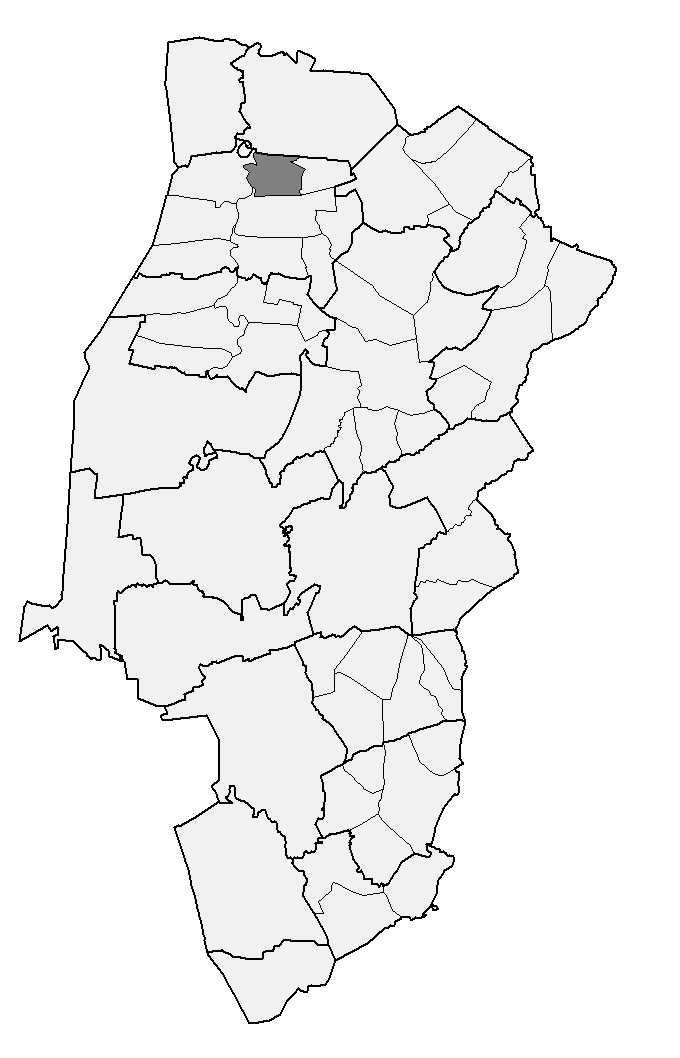
Леэ (Эмсланд)

| Год  | Население |
| ---- | --------- |
| 1990 | 775       |
| 1995 | 811       |
| 2000 | 892       |
| 2005 | 971       |
| 2010 | 985       |